# 湖口老街

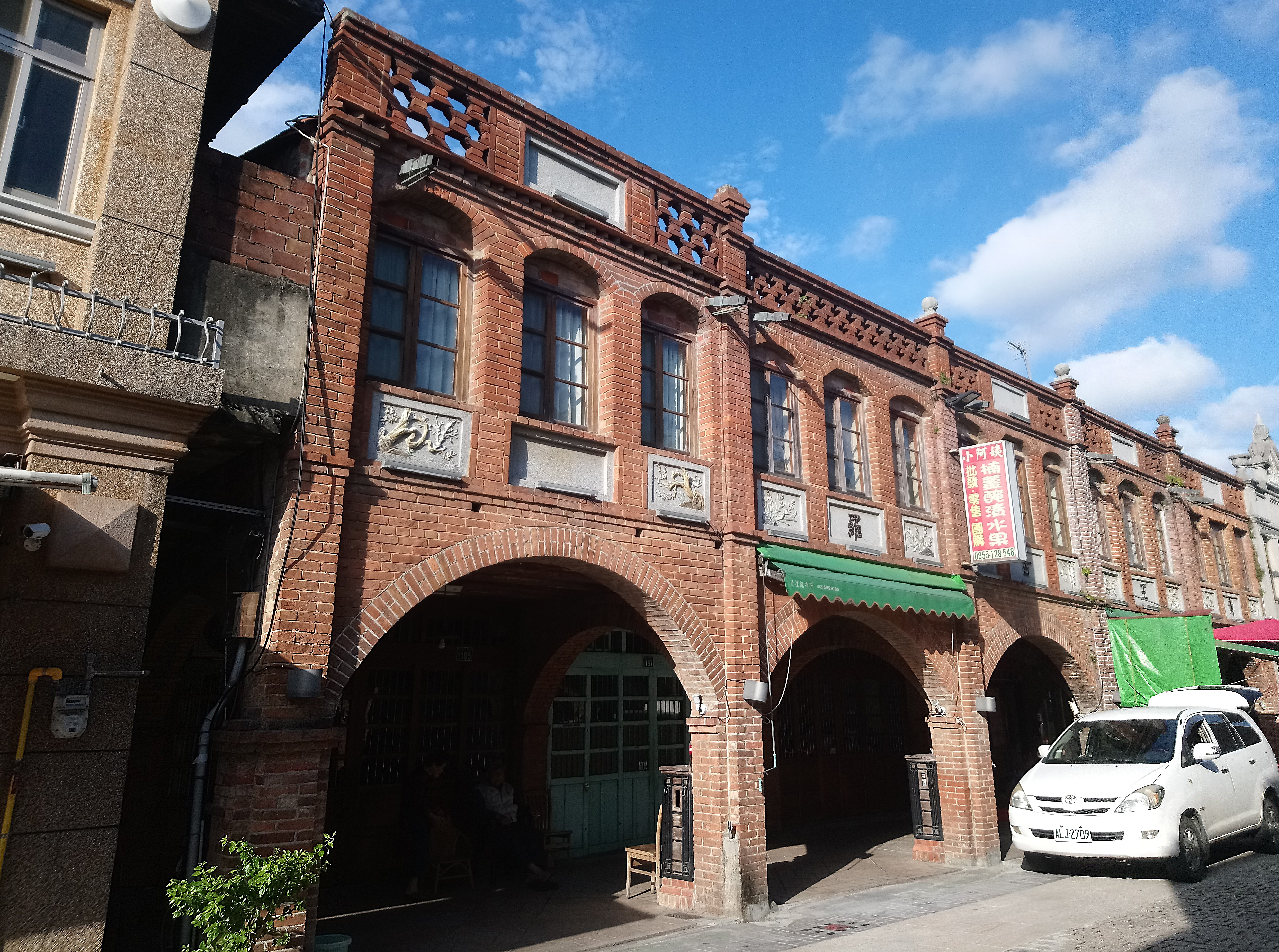
湖口老街騎樓

湖口老街是位在臺灣新竹縣湖口鄉的一條街道，其中包括街頭、橫街、新街三條街。其興衰與鐵路密切相關，這一帶因為劉銘傳所鋪設的鐵路延伸至此，設有「大湖口火車碼頭」而繁榮，並在日治時期整建成今日風貌，但後來因為鐵路路線調整，「湖口驛」移到下北勢而使街道商業衰退。街道上有新竹縣縣定古蹟湖口三元宮與歷史建築老湖口天主堂，而湖口天主堂即是在舊車站原址上建造而成。近年來經由居民與政府社區總體營造之下，翻修老街牌樓、店亭、石板路與綠化工程，湖口老街有了新風貌。

## 沿革

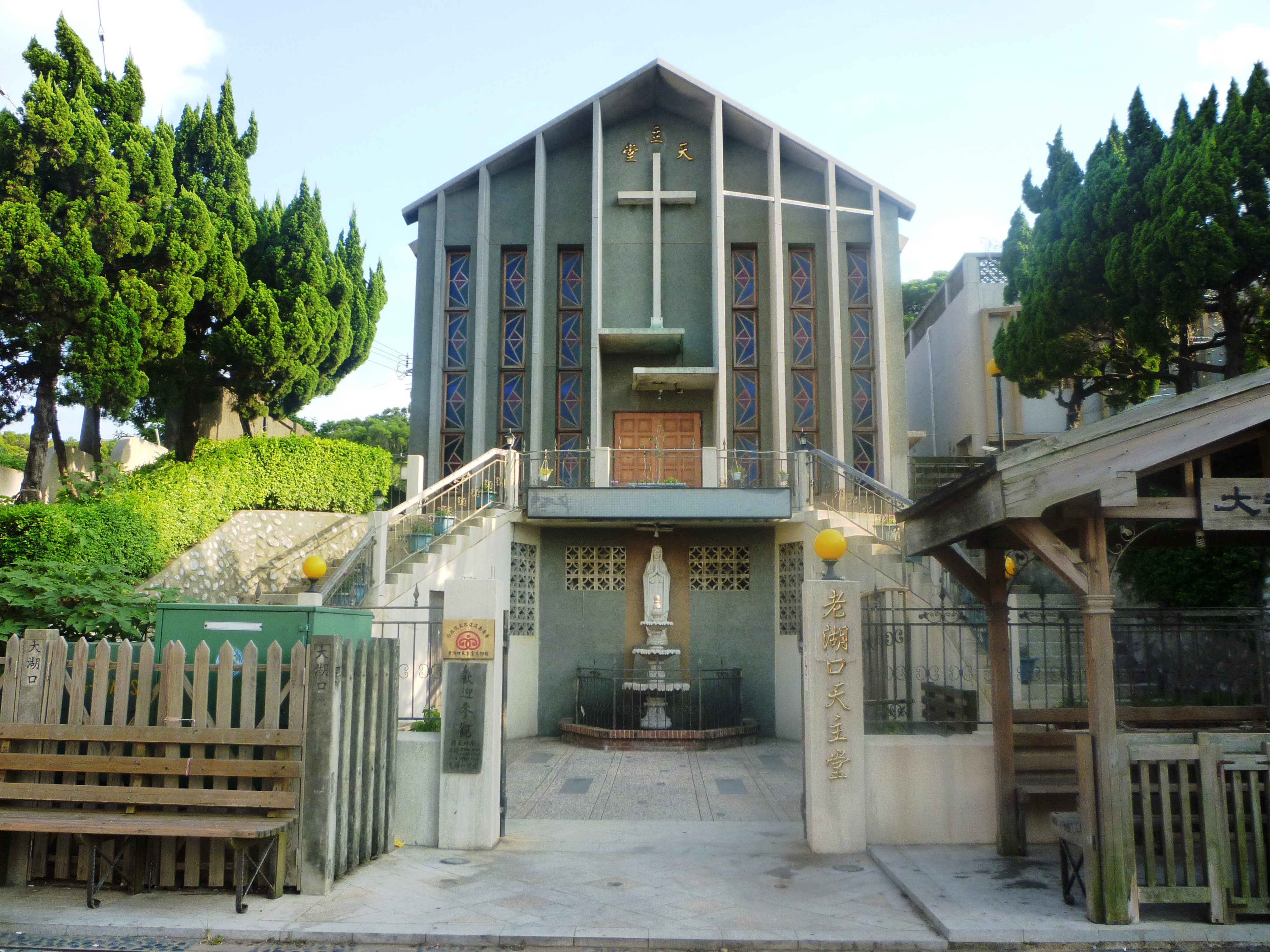
大湖口驛原址位於湖口老街上的老湖口天主堂，因昭和四年（1929年）鐵路改線後所廢棄。

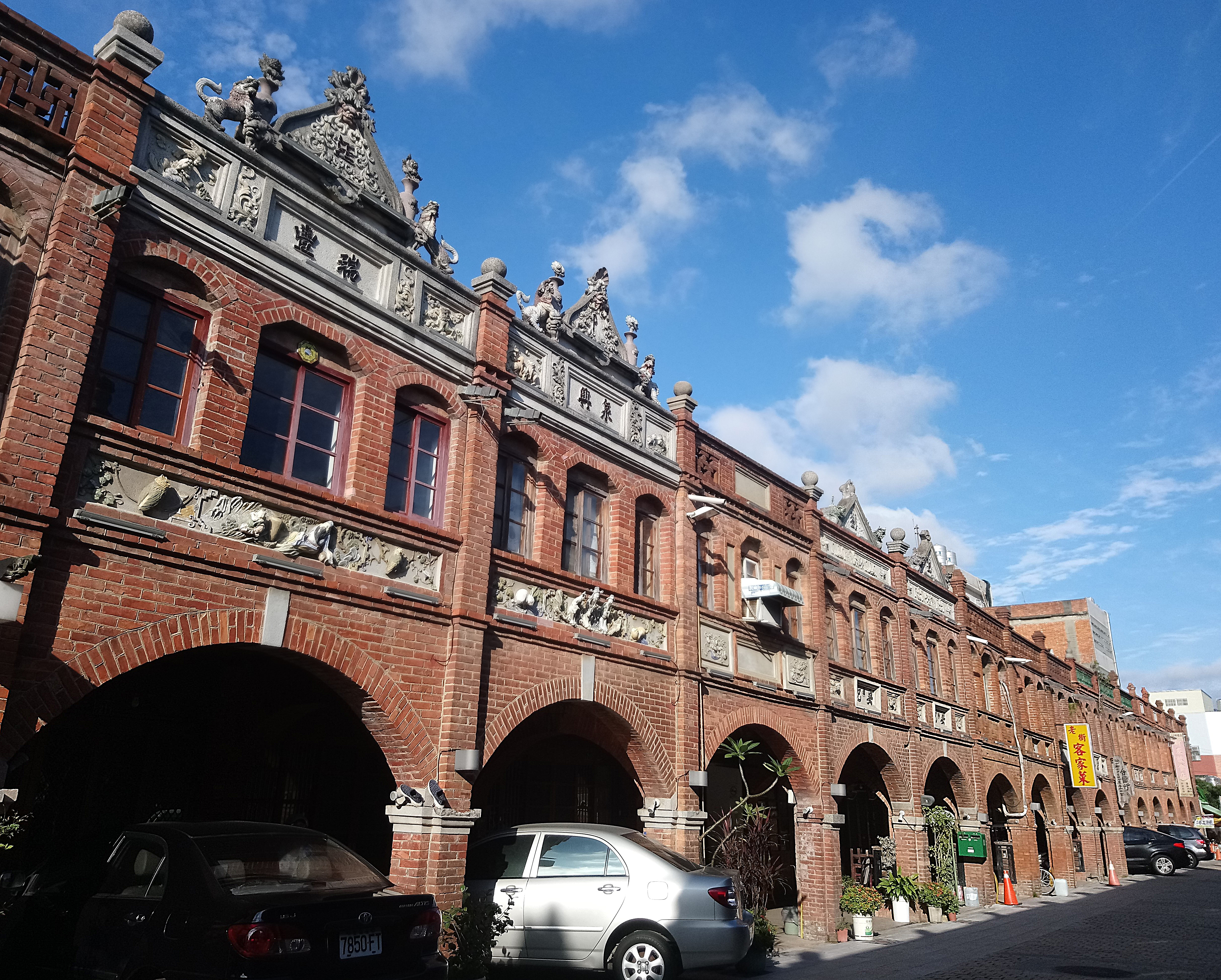
湖口老街豐瑞（左一）與興泉（左二）

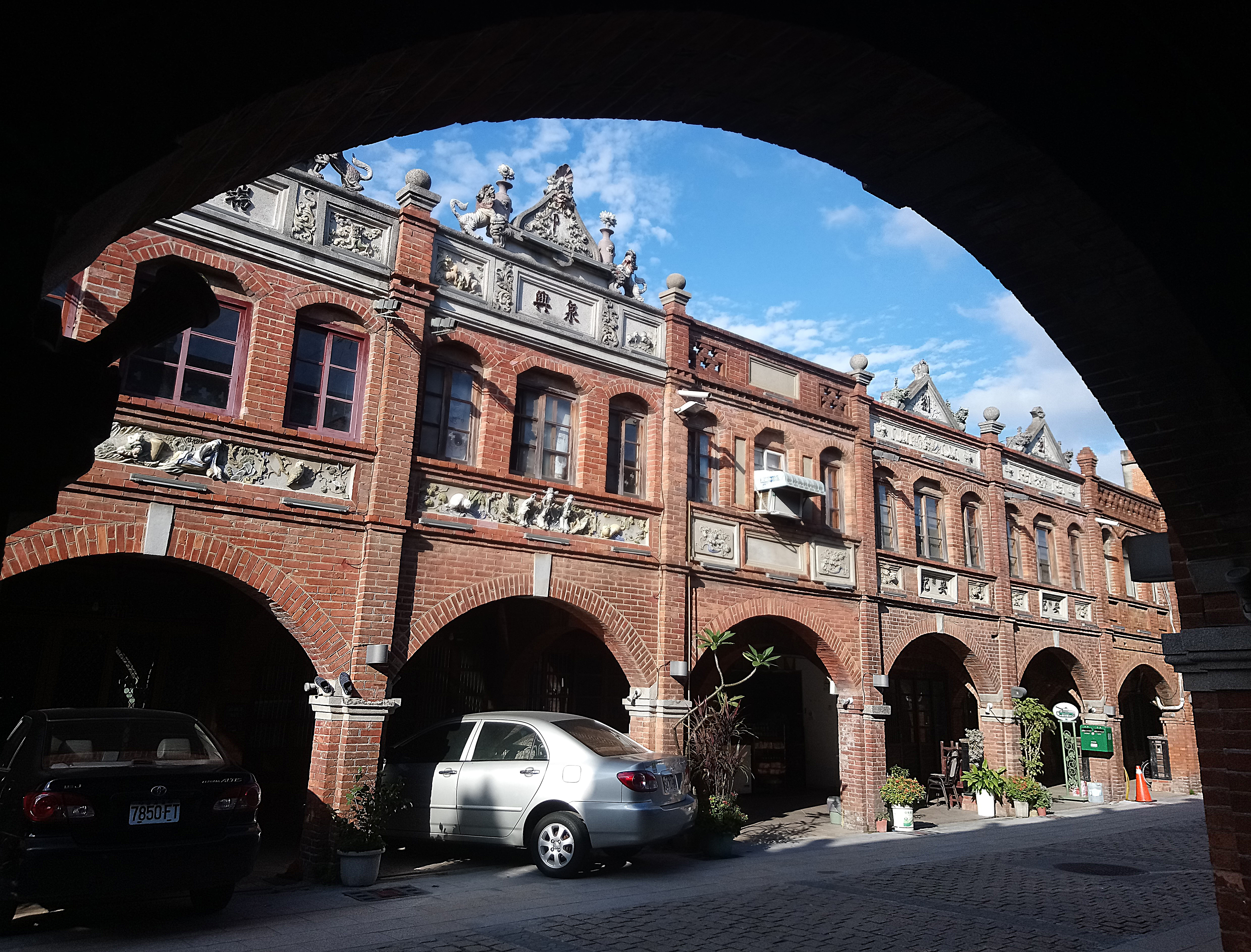
拱圈內的湖口老街豐瑞（左一）與興泉（左二）

湖口地區舊稱「大湖口」或「大窩口」，原是平埔族竹塹社屯墾地，清乾隆時期開始有漢人進入開墾。此地因為是台地與山區的交界，而發展成貨物集散地，後來光緒十八年（1892年）鐵路鋪設到老湖口，更是促進了當地的發展。光緒十九年（1893年）正式通車後，新竹與基隆間每天約有六班車，平均每天載客量為400人。
後來進入日治時期後，日本大幅變動臺北到桃園間的鐵路路線，但桃園經大湖口到新竹間的路段則未有太大變化。後來明治四十一年（1908年）縱貫鐵路全線完工後，大湖口便成為了新竹北部的商業重鎮。由於「湖口驛」一帶日益繁榮，當地以羅氏家族為主的鄉紳與富商遂在大正五年（1916年）開始在車站東南興建起今天的湖口老街，當時稱為「新街」，以與湖口地區已有的「老街」、「橫街」區分。大正七年（1917年）時，村民還配合新街走向重建了三元宮。
然而在昭和四年（1929年），日人認為楊梅到湖口間路段坡度過陡且路基不穩，便將鐵路路線改從楊梅以西丘地，途經伯公岡（富岡）而到下北勢的新站。自此人潮便流向數公里遠的新湖口，老湖口因而沒落，但老街的風貌也因此完整保留。
近年來透過營建署、文建會等政府單位的援助，湖口老街居民統合地方力量並積極於社區總體營造，目前已完成管線地下化以及整體綠化工程，並且把地面翻修為成適合步行的石板路，而且老街牌樓以及店亭也整修完畢。老街居民因取得天主教會信任，長期借用教堂的部分空間，以傳統宗教公益組織架構，設立了大窩口促進會。

## 街景建築
湖口老街以三元宮為轉折點，主要部分呈現「L」型。短邊位於廟北，長約120公尺；長邊位於廟西，長約640公尺。建築多為磚造牆面，正面一樓為單拱，二樓則開有三扇拱型或方形的窗戶。在臺灣老街之中，此處的騎樓與拱圈較為寬廣，約有4到5公尺，而其外觀裝飾不多，可能與當地居民多為客家人有關。

## 人文風情
當地的宗教信仰主要為在老街尾端的三元宮，主祀三官大帝，還供奉有觀音菩薩、媽祖、註生娘娘與伯公（即土地公）等神。另外還有有幾座不同姓氏的家廟與天主教堂，天主教因教友人數減少，天主堂便在1993年停止活動，並閒置下來。直到後來大窩口促進會獲得文建會補助下，將閒置的天主堂改建成文物館。